# Poecilochroa sedula
Poecilochroa sedula är en spindelart som först beskrevs av Simon 1897.  Poecilochroa sedula ingår i släktet Poecilochroa och familjen plattbuksspindlar. Inga underarter finns listade i Catalogue of Life.